# Dementium II
Dementium II é um jogo de tiro em primeira pessoa de survival horror lançado para o Nintendo DS. É a sequência de Dementium: The Ward, de 2007, também para o Nintendo DS. O jogo foi desenvolvido pela Renegade Kid e publicado pela SouthPeak Games. Foi lançado em 2010 e apresenta muitas melhorias em relação ao seu antecessor, incluindo armas diferentes, uma variedade maior de inimigos, a capacidade de pular, agachar, economizar pontos, mais ambientes, um sistema de mapas aprimorado e a remoção de inimigos que reaparecem. Uma versão remasterizada do jogo foi lançada para Microsoft Windows e Mac OS X em 17 de dezembro de 2013.

## Desenvolvimento
O jogo foi anunciado quando um trailer foi lançado em 30 de maio de 2009 para a IGN. O teaser atuou como um comercial para o Bright Dawn Treatment Center.     Esta foi uma das muitas configurações para o jogo.

## Recepção
A versão DS recebeu "argumentos geralmente favoráveis", enquanto a versão para PC recebeu "argumentos geralmente desfavoráveis", de acordo com o site Metacritic. No Japão, onde a versão do DS foi portada e publicada pela Intergrow em 30 de setembro de 2010, o Famitsu atribuiu uma pontuação de um a oito, dois setes e um a oito para um total de 30 em 40.